# 子子子子子子子子子子子子
是日本的文字游戏。句子和（猫的孩子是小猫，狮子的孩子是小狮子）读音相同。
在日文當中，「子」這個漢字可以發「ね」（ne，訓讀，用於十二地支）、「こ」（ko，訓讀）、「し」（shi，音讀）、「じ」（ji，音讀，し的變音）四種不同的讀音。
此句文字出自《宇治拾遺物語》，嵯峨天皇於內裏（御所）立著一面書寫著「無惡善」的牌子，並問小野篁如何讀出此句文字，而小野篁回答「如果沒有惡的話就很好（なくてよからん）」，言中的「悪」正好又與「嵯峨（さが）」同音，致使天皇大怒，於是天皇向小野篁出了一道難題：「由12個『子』字連在一起的句子」並要求小野篁讀出此句子，而小野篁亦解開了這個難題，才使天皇息怒。

## 另見
- 單音文
- Buffalo buffalo Buffalo buffalo buffalo buffalo Buffalo buffalo
- 施氏食獅史
- 平安時代